# سان شاین کوست، کوئینزلند
سان شاین کوست (انگلیسی: Sunshine Coast, Queensland) نام یک منطقه در کشور استرالیا، در ایالت کوئینزلند است که یک سوم جمعیت آن را تشکیل می‌دهد. این منطقه در ۱۰۰ کیلومتری شمال بریزبن مرکز ایالت کوئینزلند که در جنوب شرق آن در خط ساحلی اقیانوس آرام واقع شده‌است. جمعیت شهری آن در سال ۲۰۱۴، ۲۹۷٬۳۸۰ برآورد شده‌است. سان شاین نهمین شهر پرجمعیت استرالیا می‌باشد.
اولین بار مهاجرین اروپایی به این منطقه مهاجرت نمودند که پس از آن این منطقه به آهستگی پیشرفت نموده و امروزه به یکی از مراکز مهم گردشگری استرالیا تبدیل شده‌است. این منطقه دارای چندین هاب ساحلی در کالوندرا، کاوانا، ماروچیدور، نوسا هدز، نامبور، ملنی می‌باشد که مراکز اصلی تجاری این منطقه می‌باشند.

## تاریخچه
جیمز کوک اولین بار به وسیلهٔ کشتی اچ‌ام‌اس اندور در سال ۱۷۷۰ میلادی پا به این منطقه نهاد.

## اقتصاد
اقتصاد سان شاین در حال حاضر تحت سلطه سه بخش اصلی می‌باشد. گردشگری، خرده فروشی و ساخت و ساز سه بخش اصلی اقتصاد منطقه را تشکیل می‌دهند. همچنین کشاورزی نیز در این منطقه رونق زیادی دارد و در اقتصاد آن نقش مهمی ایفا می‌کند.

## جغرافیا
منطقه سان شاین کوست رودخانه‌های بزرگ متعددی دارد از جمله؛ رود نوسا، رود ماروچی، رود ملولا و رود استندلی. دو دریاچه ویبا و کوترابا نیز در این منطقه قرار دارند.

### گردشگری
سان شاین یک مرکز گردشگری در استرالیا با جذب بیش از ۳٫۲ میلیون بازدیدکننده در سال است. جاذبه‌های مهم آن باغ وحش استیو ایروین، پارک دریایی جهان زیر آب، کارخانه زنجبیل، آناناس بزرگ، بازارهای یوماندی و تئاتر با شکوه در پومونا می‌باشند.

### آب و هوا
| داده‌های اقلیم اطلاعات هواشناسی سان شاین | داده‌های اقلیم اطلاعات هواشناسی سان شاین | داده‌های اقلیم اطلاعات هواشناسی سان شاین | داده‌های اقلیم اطلاعات هواشناسی سان شاین | داده‌های اقلیم اطلاعات هواشناسی سان شاین | داده‌های اقلیم اطلاعات هواشناسی سان شاین | داده‌های اقلیم اطلاعات هواشناسی سان شاین | داده‌های اقلیم اطلاعات هواشناسی سان شاین | داده‌های اقلیم اطلاعات هواشناسی سان شاین | داده‌های اقلیم اطلاعات هواشناسی سان شاین | داده‌های اقلیم اطلاعات هواشناسی سان شاین | داده‌های اقلیم اطلاعات هواشناسی سان شاین | داده‌های اقلیم اطلاعات هواشناسی سان شاین | داده‌های اقلیم اطلاعات هواشناسی سان شاین |
| ماه                                     | ژانویه                                  | فوریه                                   | مارس                                    | آوریل                                   | مه                                      | ژوئن                                    | ژوئیه                                   | اوت                                     | سپتامبر                                 | اکتبر                                   | نوامبر                                  | دسامبر                                  | سال                                     |
| --------------------------------------- | --------------------------------------- | --------------------------------------- | --------------------------------------- | --------------------------------------- | --------------------------------------- | --------------------------------------- | --------------------------------------- | --------------------------------------- | --------------------------------------- | --------------------------------------- | --------------------------------------- | --------------------------------------- | --------------------------------------- |
| میانگین بیش‌ترین °C (°F)                 | ۲۸٫۷ (۸۴)                               | ۲۸٫۷ (۸۴)                               | ۲۷٫۶ (۸۲)                               | ۲۵٫۷ (۷۸)                               | ۲۳٫۳ (۷۴)                               | ۲۱٫۳ (۷۰)                               | ۲۰٫۸ (۶۹)                               | ۲۱٫۸ (۷۱)                               | ۲۴٫۱ (۷۵)                               | ۲۵٫۴ (۷۸)                               | ۲۶٫۸ (۸۰)                               | ۲۸٫۱ (۸۳)                               | ۲۵٫۲ (۷۷)                               |
| میانگین کم‌ترین °C (°F)                  | ۲۱٫۲ (۷۰)                               | ۲۱٫۳ (۷۰)                               | ۱۹٫۹ (۶۸)                               | ۱۷٫۰ (۶۳)                               | ۱۳٫۶ (۵۶)                               | ۱۱٫۲ (۵۲)                               | ۹٫۴ (۴۹)                                | ۹٫۹ (۵۰)                                | ۱۳٫۰ (۵۵)                               | ۱۵٫۶ (۶۰)                               | ۱۷٫۹ (۶۴)                               | ۱۹٫۹ (۶۸)                               | ۱۵٫۸ (۶۰)                               |
| بارندگی میلی‌متر (اینچ)                  | ۱۴۱٫۷ (۵٫۵۸)                            | ۱۷۸٫۷ (۷٫۰۴)                            | ۱۴۱٫۸ (۵٫۵۸)                            | ۱۶۰٫۶ (۶٫۳۲)                            | ۱۶۸٫۵ (۶٫۶۳)                            | ۱۰۸٫۶ (۴٫۲۸)                            | ۶۷٫۶ (۲٫۶۶)                             | ۷۵٫۵ (۲٫۹۷)                             | ۵۷٫۲ (۲٫۲۵)                             | ۸۱٫۳ (۳٫۲)                              | ۹۰٫۳ (۳٫۵۶)                             | ۱۵۷٫۹ (۶٫۲۲)                            | ۱٬۴۳۰٫۲ (۵۶٫۳۱)                         |
| میانگین روزهای بارندگی                  | ۱۰٫۶                                    | ۱۰٫۹                                    | ۱۰٫۹                                    | ۱۱٫۶                                    | ۹٫۶                                     | ۹٫۱                                     | ۶٫۲                                     | ۶٫۱                                     | ۵٫۷                                     | ۷٫۱                                     | ۷٫۱                                     | ۱۰٫۰                                    | ۱۰۴٫۹                                   |
| منبع: اداره هواشناسی                    |                                         |                                         |                                         |                                         |                                         |                                         |                                         |                                         |                                         |                                         |                                         |                                         |                                         |